# Spinipocregyes laosensis
Spinipocregyes laosensis là một loài bọ cánh cứng trong họ Cerambycidae.